# Осьминин, Владислав Андреевич
Владислав Андреевич Осьми́нин (род. 20 ноября 1991 года в селе Самарское, Российская СФСР, СССР) — российский профессиональный игрок в русский бильярд, заслуженный мастер спорта России. Двукратный чемпион мира в свободной пирамиде (2012, 2015), чемпион Европы в свободной пирамиде (2012), чемпион суперфинала чемпионата мира в многоборье (2015) и победитель ряда других крупных турниров. На протяжении большей части 2010-х годов являлся одним из сильнейших бильярдистов (в части русского бильярда) мира.

## Биография и карьера
Учился играть сам - впервые увидел игру в бильярд примерно в семь лет. Первое время играл на единственном в родном селе «общественном» бильярдном столе; всё ещё в детском возрасте, научившись, постепенно стал обыгрывать взрослых. Позже, в юношеском возрасте Владислав стал не без успеха участвовать во взрослых региональных коммерческих турнирах, и уже с 2008 года к нему пришли первые значимые достижения на профессиональных коммерческих турнирах (например, попадание в 1/16 финала Кремлёвского турнира на призы "Российской газеты" и МКБС при общем количестве участников турнира в 103 человека, в том числе многих лучших профессиональных игроков в русский бильярд того периода).
Ориентировочно с 2011 года Осьминин, завоевав ряд побед на крупнейших рейтинговых и коммерческих турнирах, сам вошёл в число лучших бильярдистов мира, а в 2012-м впервые выиграл титулы чемпиона мира и Европы. В последующие несколько лет его результаты продолжали оставаться стабильно высокими; в том числе в 2015 году он вновь выиграл мировое первенство, а также стал победителем суперфинала чемпионата мира и финалистом последнего на данный момент розыгрыша чемпионата Европы.
Владислав особенно известен, среди прочего, своими результатами на чемпионатах России (многократный чемпион в различных дисциплинах и в командной версии турнира); кроме непосредственно статистических показателей он также выделяется среди многих профессионалов стилем игры — с медленным, серьёзным и обстоятельным подходом к каждому удару. Младший брат Владислава (Андрей) тоже является профессиональным бильярдистом.
Девушка Владислава Осьминина - Александра - родила ему двух девочек (в 2012 и 2015 годах).

## Наиболее значимые достижения в карьере
- Чемпион мира (свободная пирамида) — 2012, 2015
- Чемпион Европы (свободная пирамида) — 2012
- Чемпион суперфинала чемпионата мира (многоборье) — 2015
- Чемпион России (свободная, динамичная пирамида — 2011, комбинированная пирамида — 2012, 2014, командный — 2013, 2015, 2016, 2018, многоборье — 2013)
- Командный Кубок России (многоборье) — 2013
- Абсолютный чемпион России — 2013
- Чемпион «Кубка Кремля» (комбинированная пирамида) — 2013, 2014
- Чемпион «Кубка Мэра Москвы» (свободная пирамида) — 2014
- Чемпион Кубка «Longoni Russa» (динамичная пирамида) — 2012
- Финалист «Кубка Империи» (свободная пирамида) — 2011
- Финалист чемпионата Европы (свободная пирамида) — 2015